# Ella Hedtoft
Ella Hedtoft (født Ella Gudrun Ingeborg Holleufer i 1906 i Aarhus, død 4. december 1954) var gift med Hans Hedtoft, der to gange var Danmarks statsminister.
Ella Hedtofts far var bager August Holleufer, og hendes mor Dorthea Marie var en af de førende stemmeretskvinder i Danmark i slutningen af det 19. århundrede.
Ella Hedtoft døde efter at have været ramt af Addisons sygdom i mange år og blev begravet på Vestre Kirkegård i København i en sektion, hvor mange kendte socialdemokrater og medlemmer af fagbevægelsen er begravet.
- Ella Hedtoft i hjemmet i 1954
- Hans og Ella Hedtofts gravsten på Vestre Kirkegård i København